# 愛媛県立宇和島水産高等学校
愛媛県立宇和島水産高等学校（えひめけんりつうわじますいさんこうとうがっこう、英語: Ehime Prefectural Uwajima Fisheries High School）は、愛媛県宇和島市明倫町に所在する水産高等学校である。

水産実習船のえひめ丸を所有している。2001年2月、4代目えひめ丸は遠洋航海実習中にハワイ沖でアメリカ海軍の原子力潜水艦グリーンビルと衝突して沈没し、えひめ丸に乗船していた実習生4名、教官2名、船員3名が死亡した。学校ではこのような痛ましい事故が二度と起きないよう、さらに事故を風化させないよう願いをこめて事故の翌年から事故の起きた2月10日を、「えひめ丸追想の日」として慰霊している（えひめ丸事故）。

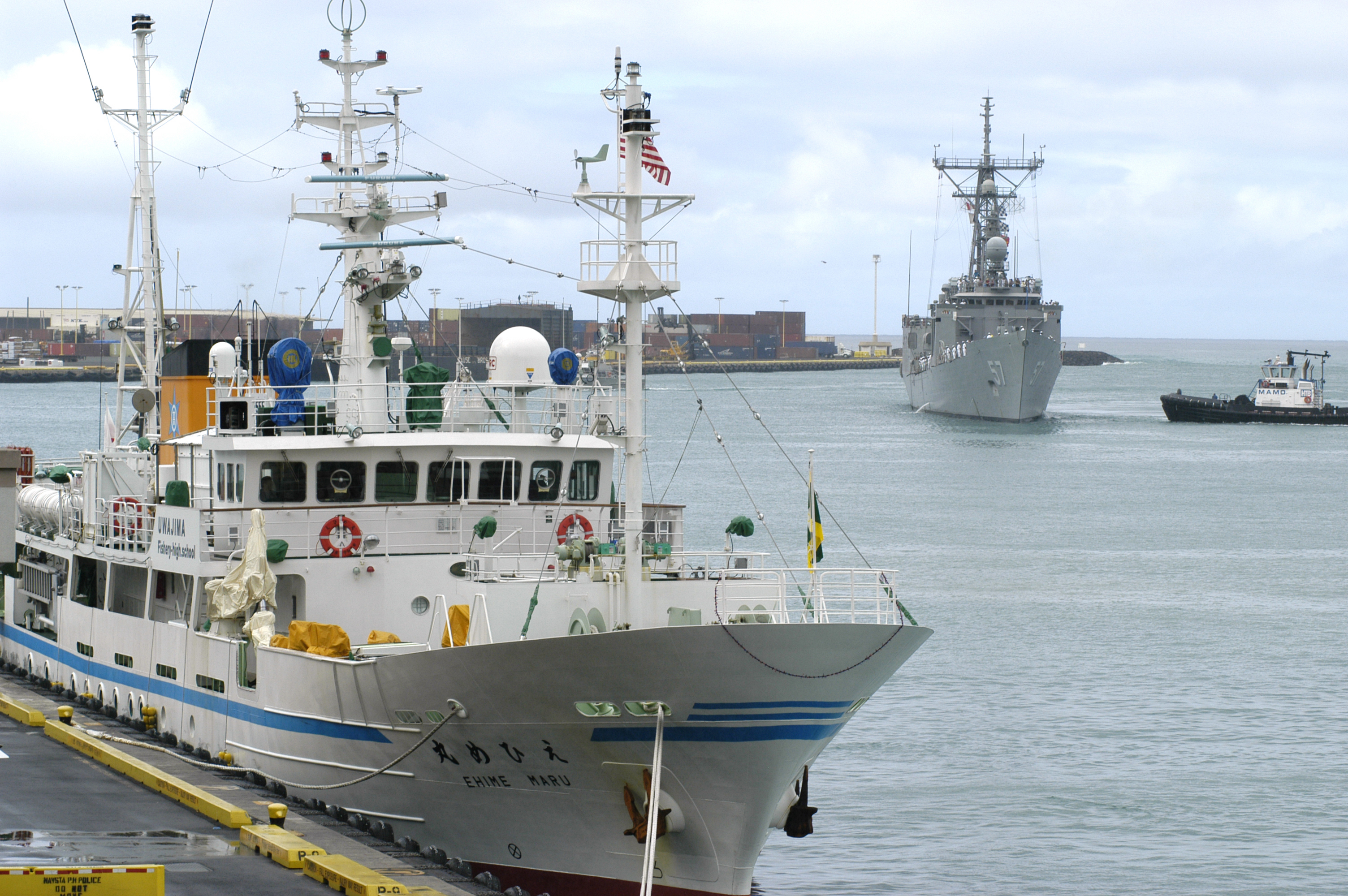
えひめ丸（5代目）

## 設置学科

### 全日制
- 海洋技術科（35名）[4]
- 水産食品科（35名）[4]
- 水産増殖科（35名）[4]

### 専攻科
- 漁業科・機関科（10名）[4]
- 水産増殖科（10名）[4]

## 沿革
- 1945年（昭和20年） - 愛媛県立水産学校（漁業科のみ、定員50名）として宇和島市に設置。
- 1948年（昭和23年） - 学制改革により、愛媛県立水産高等学校に変更。
- 1949年（昭和24年） - 高等学校再編成に伴い、愛媛県立宇和島南高等学校水産課程となる。
- 1956年（昭和31年） - 愛媛県立宇和島水産高等学校として独立。
- 1957年（昭和32年） - 漁業科（定員30名）、製造科（定員30名）、増殖科（定員20名）設置。
- 1957年 - 愛媛丸（総トン数214トン）竣工。
- 1962年（昭和37年） - 漁業専攻科（2年制、定員20名）設置。
- 1963年（昭和38年） - 機関科（定員35名）設置。
- 1966年（昭和41年） - 製造科、増殖科を水産製造科、水産増殖科と改称。
- 1969年（昭和44年） - 漁業専攻科を専攻科（漁業科、機関科）に変更（2年制、定員各20名）、えひめ丸（総トン数407トン）竣工
- 1981年（昭和56年） - 寄宿舎（906m2）竣工、えひめ丸（総トン数496トン）竣工
- 1993年（平成5年） - 漁業科・水産製造科・機関科をそれぞれ海洋漁業科・水産食品科・海洋工学科に改称。専攻科に水産増殖（定員10名）を新設。
- 1996年（平成8年） - えひめ丸（総トン数499トン）竣工。
- 2001年（平成13年） - 「えひめ丸」がハワイ沖で米国原子力潜水艦に衝突され沈没、実習生4名、教官2名、船員3名が死亡。
- 2002年（平成14年） - えひめ丸（総トン数499トン）竣工。
- 2005年（平成17年） - 海洋漁業科・海洋工学科の募集を停止。海洋技術科（定員35名）を新設。
- 2017年（平成29年）4月 - 文部科学省の「スーパー・プロフェッショナル・ハイスクール（SPH）」（指定期間は3年間）に指定[2][5]。
- 2027年（令和9年） - 宇和島南高等学校（仮称、現 宇和島南中等教育学校）と統合し、宇和島南高等学校水産科となる予定。なお校舎は宇和島南中等教育学校のもの、水産実習時に現校舎を使用予定。[6][7]。

## 歴代校長
愛媛県立水産学校および愛媛県立水産高等学校
- 1945年 - 1949年  高橋広栄（愛媛県水産試験場長兼任）

愛媛県立宇和島南高等学校
- 1949年 - 1951年  小西善次郎
- 1951年 - 1951年  森善孝
- 1951年 - 1956年  佐伯秀雄

愛媛県立宇和島水産高等学校
- 1956年 - 1963年  黒田定雄
- 1963年 - 1975年  安藤進
- 1975年 - 1978年  河野藤男
- 1978年 - 1985年  松宮鉄雄
- 1985年 - 1988年  是澤一範
- 1988年 - 1994年  石谷善英
- 1994年 - 2000年  吉野常哉
- 2000年 - 2002年  堀田家孝
- 2002年 - 2005年  上甲一光
- 2005年 - 2008年  玉井治樹
- 2008年 - 2010年　今岡慎三
- 2010年 - 　野上完治

## 卒業生
- 島田一の介（タレント・吉本新喜劇）
- 西村光生（ボート選手）
- 若松進一（地域づくりリーダー）
- 若宮正則（活動家）
- SHO（プロレスラー）